# Bobs Farm (New South Wales)
Bobs Farm ist eine Stadtrandsiedlung (Suburb) im lokalen Verwaltungsgebiet (LGA) Port Stephens Council im australischen Bundesstaat New South Wales. In dem dünn besiedelten Gebiet befinden sich einige Weingüter und Weinkellereien sowie Aquakulturen.

## Geographie

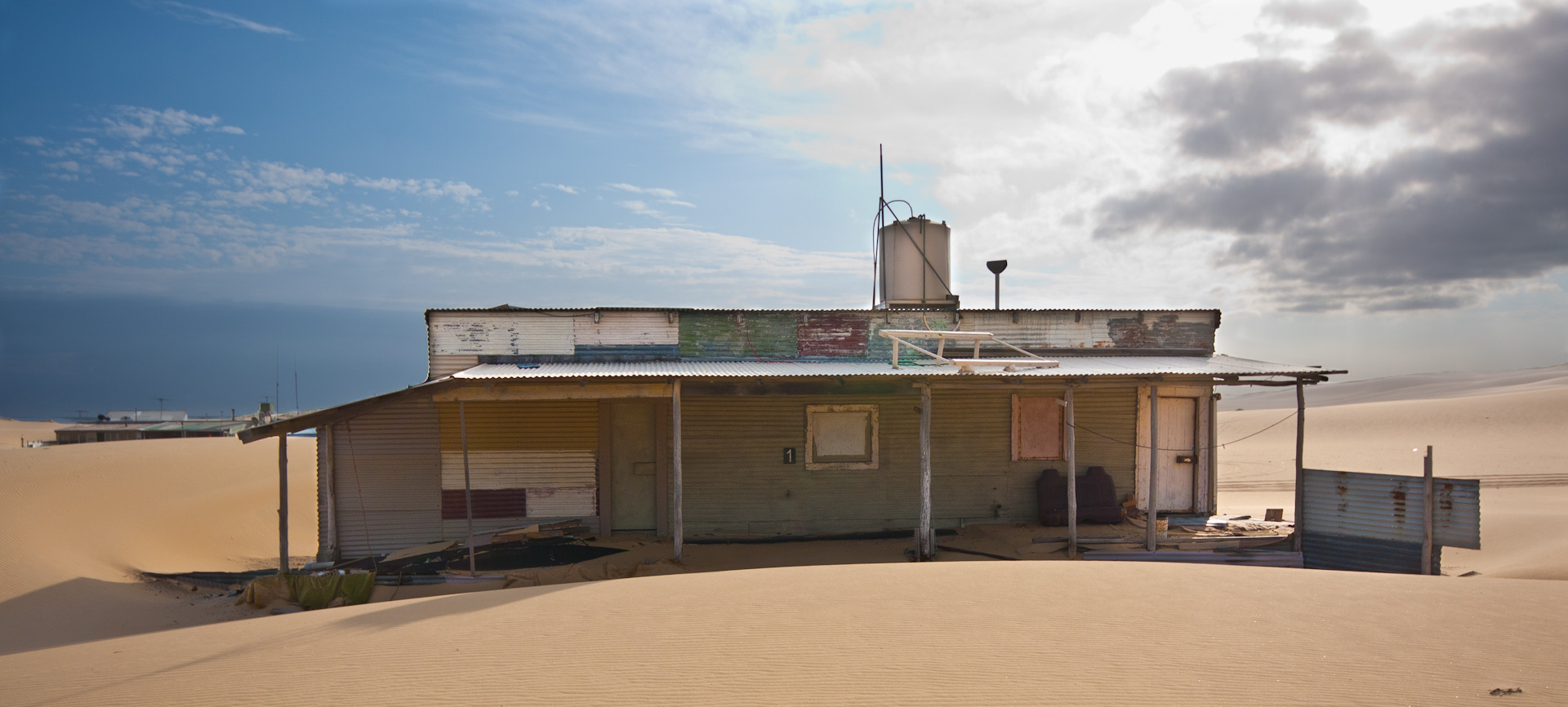
Eine der Baracken von Tin City

Bobs Farm liegt 30 Kilometer nördlich von Newcastle auf der Tomaree-Halbinsel an der Hauptstraße nach Nelson Bay. Fast die gesamte Nordgrenze bildet der Tilligerry Creek, im Süden gehört zu Bobs Farm ein Teil des Stockton Beach am Südpazifischen Ozean.
Die Bevölkerung wohnt vor allem entlang der Marsh Road und der Nelson Bay Road. Einige Landbesetzer haben am Stockton Beach Baracken errichtet, die Tin City genannt werden.

## Geschichte
Entgegen geltendem Recht wurden während des Zweiten Weltkriegs Zivilisten, die von der Kolonie Portugiesisch-Timor vor den japanischen Invasoren evakuiert worden waren, im ehemaligen Militärcamp in Bobs Farm interniert. Sie hatten die Alliierten in der Schlacht um Timor unterstützt. Selbst offizielle, australische Quellen bezeichnen die Lebensbedingungen im Camp als hart.